# Constantin Daicoviciu (Caraș-Severin)
Constantin Daicoviciu é uma comuna romena localizada no distrito de Caraș-Severin, na região de Banato. A comuna possui uma área de 105.29 km² e sua população era de 2955 habitantes segundo o censo de 2007.